# Felix Luz
Felix Luz (* 18. Januar 1982 in Esslingen am Neckar) ist ein ehemaliger deutscher Fußballspieler, der zuletzt beim Regionalligisten 1. FC Saarbrücken unter Vertrag stand.

## Karriere
Er war zweimal Spieler bei der zweiten Mannschaft des VfB Stuttgart und bei der TSG 1899 Hoffenheim in der Regionalliga Süd. Von Juli 2005 bis Dezember 2006 war Luz beim FC St. Pauli aktiv. Ab Januar 2007 spielte der Stürmer beim FC Augsburg.
Im Dezember 2005 erzielte Felix Luz das Tor des Monats mit dem zwischenzeitlichen 2:2 im Achtelfinale des DFB-Pokal gegen Hertha BSC. In der darauf folgenden Wahl zum Tor des Jahres 2005 belegte der Treffer Platz 2.
Zur Saison 2006/07 wollte er eigentlich zum Bundesligaabsteiger 1. FC Köln wechseln. Der Transfer scheiterte laut Presseberichten jedoch an der vom FC St. Pauli geforderten Ablösesumme. In der Winterpause derselben Saison wechselte Luz zum Zweitligisten FC Augsburg. Zu diesem Wechsel hatte er mit einem freiwilligen Gehaltsverzicht beigetragen, welcher als Beteiligung an der Transfersumme zu sehen ist. In der Rückrunde kam er dort regelmäßig zum Einsatz, in der Saison 2007/08 spielte er aber nur noch die Rolle des Jokers und wurde bei seinen 13 Einsätzen meist nur in den Schlussphasen eingewechselt.
Nach dieser Saison wechselte er dann zum Ligakonkurrenten Rot-Weiß Oberhausen, wo er verletzungsbedingt nur zu 16 Einsätzen kam. Am 30. Juni 2011 lief sein Vertrag in Oberhausen aus, seitdem hielt er sich beim VfB Stuttgart II fit.
Nach Spekulationen über einen Wechsel zum ungarischen Fußballpokalsieger Kecskeméti TE und einem Probetraining beim englischen Zweitligisten Leeds United absolvierte Luz im Oktober ein Probetraining beim vietnamesischen V.League 1-Klub SHB Đà Nẵng und konnte den Trainer durch seine Kopfballstärke beeindrucken. So unterschrieb er Ende Oktober einen Zweijahresvertrag. Da die V.League 1 jedoch schon geendet hatte, bestritt er 2011 kein Pflichtspiel für SHB Đà Nẵng. Am 31. Dezember 2011 wurde der Vertrag jedoch schon wieder nach zwei Monaten in beiderseitigem Einvernehmen aufgelöst, da Luz seit seinem Wechsel an einer Knieverletzung laborierte.
Nach einem Monat ohne Klub unterschrieb er Ende Januar einen Vertrag beim belgischen Erstligateam KVC Westerlo bis zum Saisonende 2011/12. Jedoch besaß der Verein eine Option, um den Vertrag vorzeitig um ein weiteres Jahr zu verlängern. Dort bestritt Luz am 4. Februar 2012 gegen SV Zulte-Waregem nach neunmonatiger Pause wieder ein Ligaspiel, als er in der 77. Minute für Jeanvion Yulu-Matondo eingewechselt wurde. Die Option wurde nach dem Abstieg Ende Mai 2012 jedoch nicht gezogen.
Ende August 2012 wechselte Luz zurück nach Deutschland. Er unterschrieb beim Drittligisten Wacker Burghausen einen Vertrag bis zum Saisonende 2012/13.
Zur Saison 2013/14 wechselte Luz zum Drittliga-Aufsteiger SV Elversberg, wo er einen Zweijahresvertrag unterzeichnete. Mit der Sportvereinigung stieg er nach nur einer Saison wieder in die Regionalliga ab. Daraufhin wechselte der Stürmer zum Mitabsteiger 1. FC Saarbrücken. Zum 30. Juni 2016 beendete Luz mit dem Auslaufen seines Vertrages beim 1. FC Saarbrücken auch seine Profikarriere.
Seit Sommer 2025 ist er Trainer des TSV Deizisau. Von November 2024 bis Januar 2025 hatte er das Traineramt bereits interimsweise inne.

## Erfolge
- DFB-Junioren-Pokalsieger 2001